# Хаома

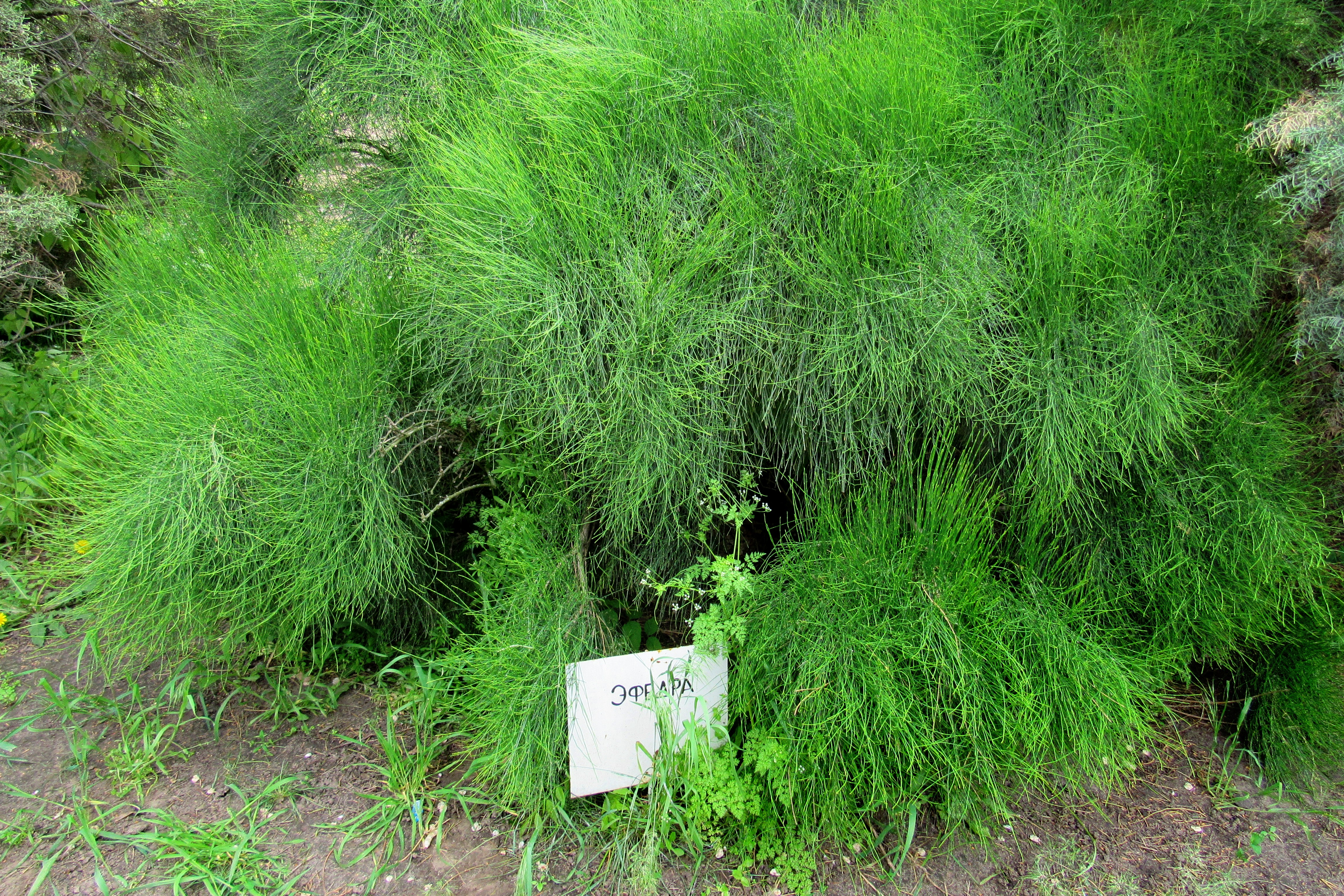
Эфедра — основной кандидат на роль древней хаомы

Хао́ма (авест. 𐬵𐬀𐬊𐬨𐬀 haoma; пехл. 𐭧𐭥𐭬 hōm; перс. hōm هوم‎) — в древнеиранской (до-зороастрийской) религии обожествлённый напиток, божество, персонифицирующее этот напиток, и растение, из которого он изготовлялся. Все три воплощения хаомы образуют несомненное единство. В «Авесте» хаоме посвящён целый яшт. В индийской традиции аналогичный напиток именуется однокоренным словом сома.
Судя по тому, что образ хаомы имеет точное соответствие с индийским сомой в ведийском культе Индии, употребление напитка восходит к совместному периоду истории иранцев и индийцев, когда его потребляли в религиозных обрядах для стимуляции видений (галлюцинаций).
Наиболее полные данные о хаоме содержатся в «Авесте», прежде всего в «Яште о Хаоме» («Хом-Яшт», «Ясна», 9). Согласно этому тексту первым человеком, который выжал хаому, был Вивахвант, у которого родился Йима (Джамшид). Йима стал первым земным царём и первым из смертных, с кем беседовал Ахура Мазда. Следы хаомы обнаруживаются и в иных иранских традициях: в частности, употребление аналогичного напитка в религиозных обрядах, вероятно, было известно отдельным племенам скифов и сарматов.
Хотя сам Заратуштра был ярым противником потребления хаомы, называя его «омерзительным зельем», его ученики возобновили культ этого напитка. Впоследствии хаома стал неотъемлемой частью зороастрийского ритуала, причём выжимание хаомы стало приписываться уже самому пророку.

## Ингредиенты
Современными приверженцами зороастризма хаома изготавливается на основе хвойника (эфедры) и, соответственно, содержит эфедрин. В современных индо-иранских языках однокоренные слова (напр., непальск. somalata, белудж. hum, перс. hom) обозначают именно эфедру. В Тоголоке и иных храмовых комплексах древней Маргианы советскими археологами были обнаружены особые помещения для приготовления и употребления священных напитков со следами эфедры и конопли, а также соответствующая утварь.
Точные данные о составе древней хаомы отсутствуют. В 2009 году при раскопках хуннского захоронения в Ноин-Уле (Монголия) российскими учёными был обнаружен среднеазиатский (возможно, индоскифский) ковёр с изображением царей, священников, воинов, вероятно, занятых приготовлением священного напитка; один из них держит гриб, который напоминает галлюциногенный.